# Sindang Sari (Lempuing)
Sindang Sari is een bestuurslaag in het regentschap Ogan Komering Ilir van de provincie Zuid-Sumatra, Indonesië. Sindang Sari telt 2856 inwoners (volkstelling 2010).